# Frank Low
Frank James Low (ur. 23 listopada 1933 w Mobile, zm. 11 czerwca 2009 w Tucson) – amerykański fizyk i astronom.

## Życiorys
Dzieciństwo spędził w Houston, stopień B.S. w dziedzinie fizyki uzyskał na Uniwersytecie Yale, a doktorat na Uniwersytecie Rice’a. Zajmował się fizyką ciała stałego. W 1961, pracując w Texas Instruments,  wynalazł nowy typ bolometru z germanu domieszkowanego galem, który pozwolił na znaczne poszerzenie zakresu badań w astronomii podczerwonej. Rozwijał swój wynalazek oraz podobne aparaty w National Radio Astronomy Observatory. Pracował też na Uniwersytecie Rice’a oraz, od 1965, na Uniwersytecie Arizony. Został prezesem firmy Infrared Laboratories, Inc., zajmującej się wytwarzaniem, między innymi, detektorów w podczerwieni oraz kriostatów.
Wykorzystywał wytwarzane aparaty do prowadzenia pomiarów astronomicznych.

## Nagrody i wyróżnienia
- Helen B. Warner Prize for Astronomy (1968)
- Nagroda Rumforda (1986)
- Medal Bruce (2006)

Jego imieniem nazwano planetoidę (12142) Franklow. Imieniem Franka Lowa i Douglasa Kleinmanna nazwano Mgławicę Kleinmanna-Lowa.